# Internationale Friedenskampagne

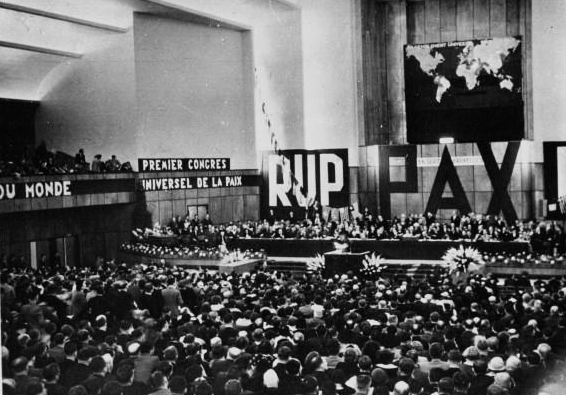
Internationale Friedenskampagne, 1936 gegründet auf dem Weltfriedenskongress von Brüssel im Heysel-Stadion

Die Internationale Friedenskampagne (französisch Rassemblement universel pour la paix, RUP) war eine internationale Organisation, die auf dem Weltfriedenskongress von Brüssel im Heysel-Stadion (3.–6. September 1936, 5000 Teilnehmer) gegründet wurde. Das RUP sollte den durch den Abessinienkrieg geschwächten Völkerbund unterstützen. Dank des Beitritts zahlreicher politischer Bewegungen und Organisationen der Zivilgesellschaft konnte er schnell mehrere hundert Millionen Mitglieder in 40 verschiedenen Ländern aufweisen.
An seiner Gründung nahmen mehrere herausragende Persönlichkeiten teil, wie z. B. die Politiker der Front populaire in Frankreich, Edouard Herriot und Pierre Cot, oder die drei britischen Friedensnobelpreisträger Norman Angell, Philip Noel-Baker und Lord Robert Cecil (Gründer des RUP mit Pierre Cot).
Im Hintergrund wurde das RUP von Louis Dolivet gelenkt, der mit Willi Münzenberg, dem damaligen Propagandachef der Komintern in Westeuropa, in Verbindung stand. Aber dank seiner Größe und der politischen Vielfalt seiner Mitglieder wurde die Internationale Friedenskampagne schnell unabhängig von Moskau. Im Dezember 1936 schickte Stalin den Komintern-Mitarbeiter Bohumir Smeral nach Paris, um die zahlreichen Münzenberg-Organisationen, darunter das RUP, auf Linie zu bringen und gegebenenfalls aufzulösen. Dank der Unterstützung durch Pierre Cot und Lord Robert Cecil und des Engagements von Louis Dolivet entkam das RUP jedoch dieser Politik. Dolivet und sein Mentor Münzenberg brachen 1938/39 mit dem Stalinismus.
Im Jahre 1937 baute es den Friedenspavillon auf der Pariser Weltausstellung auf. Es unterstützte die Republikaner im Spanischen Bürgerkrieg und Chiang Kai-shek im Zweiten japanisch-chinesischen Krieg. Der „Anschluss“ Österreichs und das Münchner Abkommen führten zu internationalen Protestveranstaltungen des RUP.
Der Ausbruch des Zweiten Weltkrieges führte jedoch zum Niedergang der Internationalen Friedenskampagne, ebenso wie des Völkerbundes, den Lord Robert Cecil auch durch die League of Nations Union unterstützt hatte (mit 500 000 Mitgliedern in Großbritannien).